# Гарбервілл (Каліфорнія)
Гарбервілл (англ. Garberville) — переписна місцевість (CDP) в США, в окрузі Гумбольдт штату Каліфорнія. Населення — 818 осіб (2020).

## Географія
Гарбервілл розташований за координатами 40°6′1″ пн. ш. 123°47′40″ зх. д. / 40.10028° пн. ш. 123.79444° зх. д. (40.100306, -123.794315).  За даними Бюро перепису населення США в 2010 році переписна місцевість мала площу 7,15 км², з яких 7,01 км² — суходіл та 0,15 км² — водойми.

### Клімат
| Клімат : Гарбервілл   | Клімат : Гарбервілл | Клімат : Гарбервілл | Клімат : Гарбервілл | Клімат : Гарбервілл | Клімат : Гарбервілл | Клімат : Гарбервілл | Клімат : Гарбервілл | Клімат : Гарбервілл | Клімат : Гарбервілл | Клімат : Гарбервілл | Клімат : Гарбервілл | Клімат : Гарбервілл | Клімат : Гарбервілл |
| Показник              | Січ.                | Лют.                | Бер.                | Квіт.               | Трав.               | Черв.               | Лип.                | Серп.               | Вер.                | Жовт.               | Лист.               | Груд.               | Рік                 |
| Середній максимум, °C | 10,0                | 12,8                | 15,6                | 17,8                | 21,7                | 25,6                | 30,0                | 30,6                | 28,3                | 21,1                | 13,3                | 9,4                 | 19,4                |
| Середній мінімум, °C  | 2,8                 | 3,3                 | 3,9                 | 5,0                 | 7,2                 | 10,0                | 11,7                | 11,7                | 9,4                 | 7,2                 | 5,0                 | 2,8                 | 6,7                 |
| Норма опадів, мм      | 335                 | 262                 | 226                 | 114                 | 48                  | 15                  | 3                   | 10                  | 23                  | 99                  | 244                 | 348                 | 1727                |
| --------------------- | ------------------- | ------------------- | ------------------- | ------------------- | ------------------- | ------------------- | ------------------- | ------------------- | ------------------- | ------------------- | ------------------- | ------------------- | ------------------- |
| Джерело: Weatherbase  |                     |                     |                     |                     |                     |                     |                     |                     |                     |                     |                     |                     |                     |

## Демографія
Згідно з переписом 2010 року, у переписній місцевості мешкало 913 осіб у 390 домогосподарствах у складі 182 родин. Густота населення становила 128 осіб/км².  Було 434 помешкання (61/км²).
Расовий склад населення:
| - 89,3 % — білих - 3,2 % — корінних американців - 1,9 % — азіатів - 1,5 % — чорних або афроамериканців |

До двох чи більше рас належало 3,4 %. Частка іспаномовних становила 5,9 % від усіх жителів.
За віковим діапазоном населення розподілялося таким чином: 17,5 % — особи молодші 18 років, 68,8 % — особи у віці 18—64 років, 13,7 % — особи у віці 65 років та старші. Медіана віку мешканця становила 40,0 року. На 100 осіб жіночої статі у переписній місцевості припадало 109,9 чоловіків;  на 100 жінок у віці від 18 років та старших — 105,2 чоловіків також старших 18 років.
Середній дохід на одне домашнє господарство  становив 61 780 доларів США (медіана — 33 239), а середній дохід на одну сім'ю — 84 275 доларів (медіана — 37 292). За межею бідності перебувало 16,6 % осіб, у тому числі 18,0 % дітей у віці до 18 років та 31,4 % осіб у віці 65 років та старших.
Цивільне працевлаштоване населення становило 469 осіб. Основні галузі зайнятості: роздрібна торгівля — 35,8 %, будівництво — 21,1 %, освіта, охорона здоров'я та соціальна допомога — 15,4 %, мистецтво, розваги та відпочинок — 11,7 %.